# Шюльп (Дітмаршен)
Шюльп (нім. Schülp) — громада в Німеччині, розташована в землі Шлезвіг-Гольштейн. Входить до складу району Дітмаршен. Складова частина об'єднання громад Бюзум-Вессельбурен.
Площа — 9,27 км2. Населення становить 395 ос. (станом на 31 грудня 2020).

## Галерея

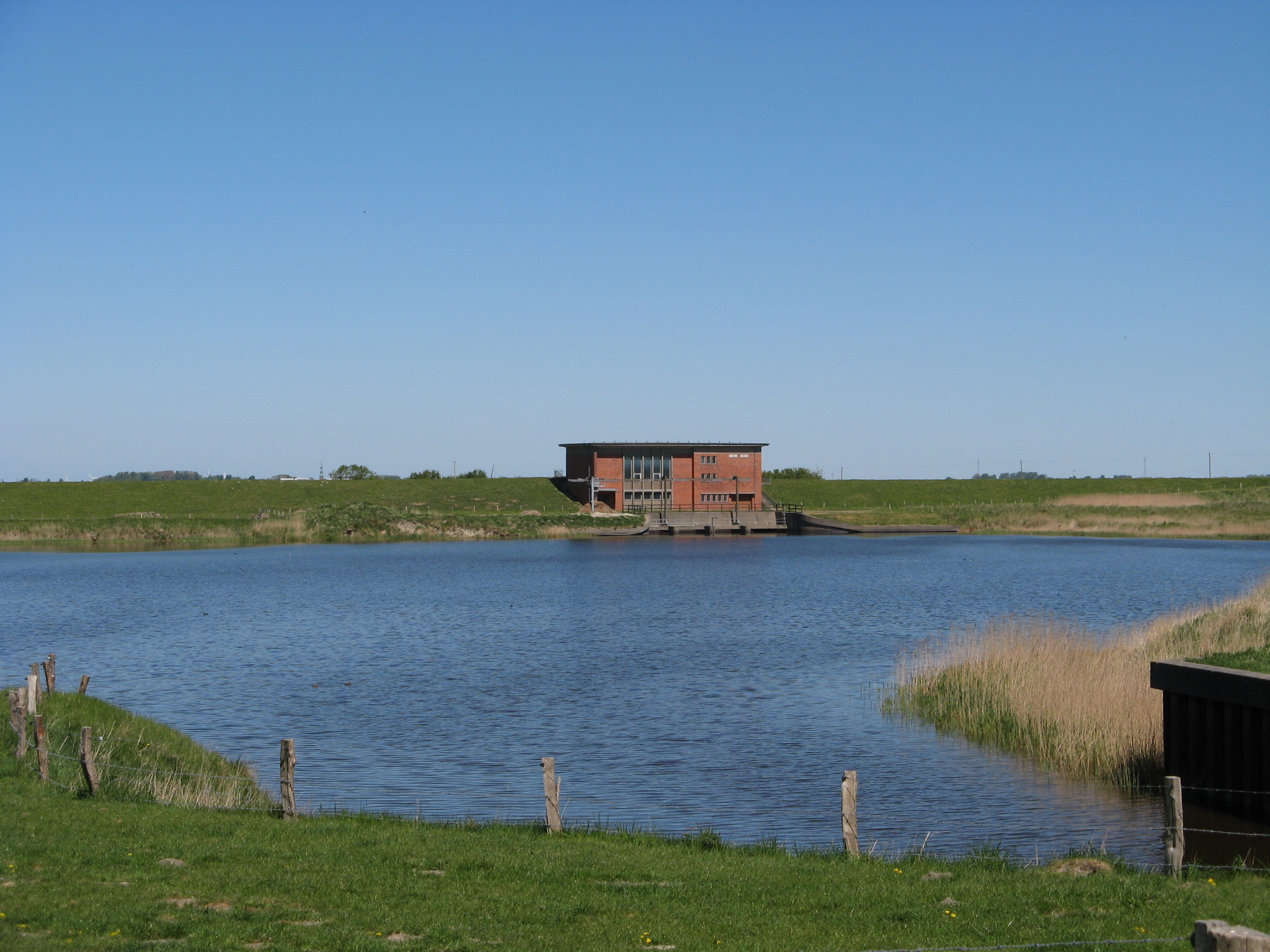
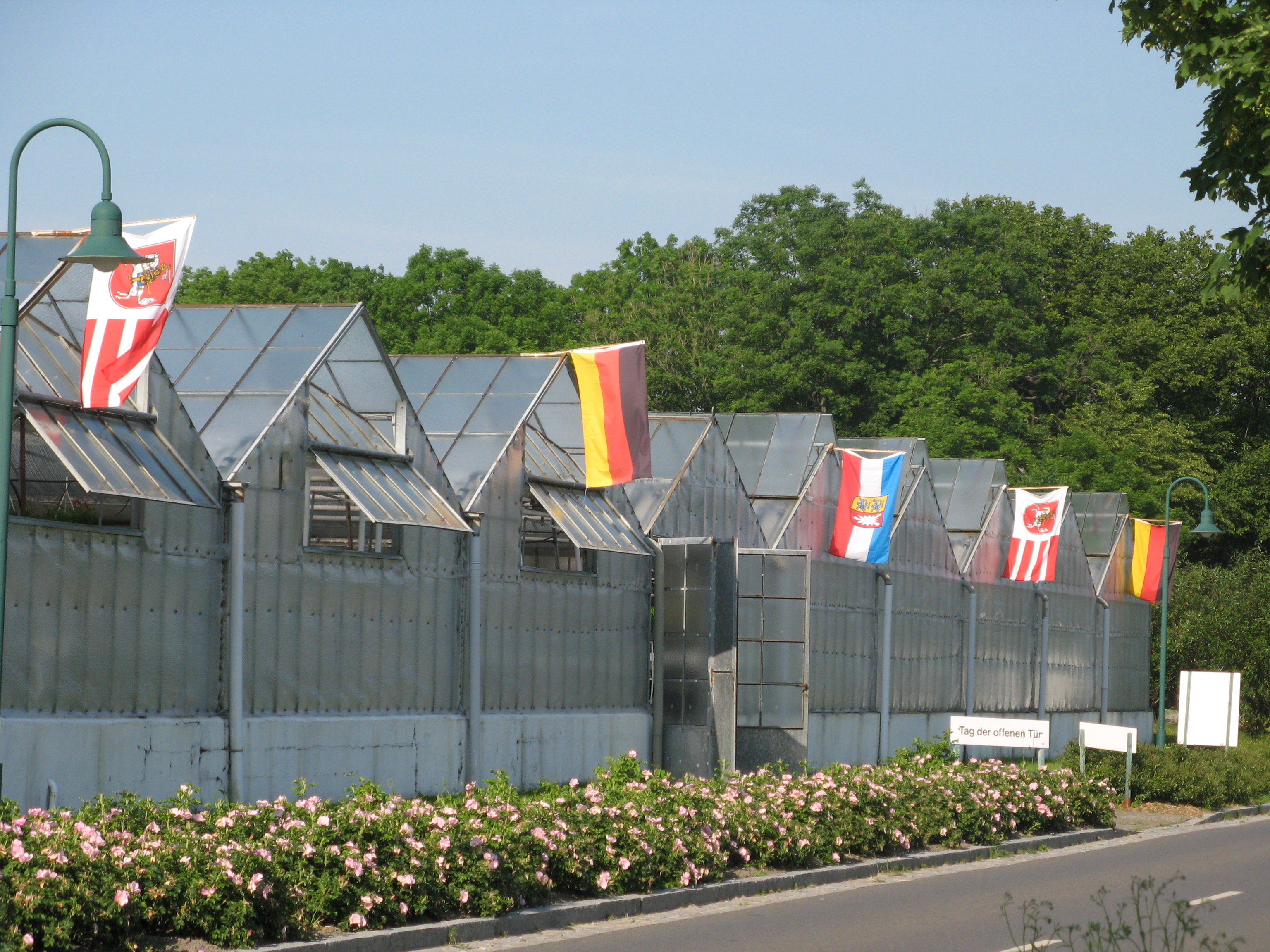